# Huế
Huế (化 en chữ Nôm) és la capital de la província de Thừa Thiên - Huế, al Vietnam. Està inscrit a la llista del Patrimoni de la Humanitat de la UNESCO des del 1993.
Entre 1802 i 1945, fou la capital de l'Imperi d'Annam de la dinastia Nguyễn. Com a tal, és coneguda pels seus monuments i arquitectura. La seva població és d'aproximadament 340.000 persones.
La ciutat està situada al centre del Vietnam a la riba del Sông Hương (riu Hương), només unes quantes milles cap a l'interior des del mar de la Xina Meridional. Està a 540 km al sud de la capital Hanoi i a 644 km al nord de Hồ Chí Minh, la ciutat més gran del país antigament coneguda com a Saigon.

## Ciutat imperial
A la riba nord del riu hi ha la ciutadella, el centre de la ciutat històrica, on es troben els monuments, temples i pagodes més importants. A la riba sud del riu hi ha la part nova de la ciutat, amb la majoria de les zones d'oci, negoci i residencials.
El complex de monuments de Huế és a la llista del patrimoni de la Humanitat de la UNESCO.